# Red Svetoga Groba u Jeruzalemu
Konjanički Red Svetoga Groba u Jeruzalemu (lat. Ordo Equestris Sancti Sepulcri Hierosolymitani, OESSH; Sepulklarci), nazivani i Red Svetoga Groba u Jeruzalemu ili Vitezovi Svetoga Groba u Jeruzalemu, je rimokatolički papinski viteški red kojeg su izvorno osnovali augustinski Regularni kanonici Svetoga Groba u Bazilici svetoga groba u Jeruzalemu. Red je odobren 1113. godine bulom pape Paskala II. Red vuče korijene oko 1099. godine, nakon ulaska kršćana u Jeruzalem, kada su bili su pod izravnom zapovijedi Godefroya de Bouillonskog, "Branitelja Svetoga Groba" (Advocatus Sancti Sepulchri) te vođe Prvog križarskog rata i ujedno prvog vladara Kraljevine Jeruzalem.
Nakon pada Jeruzalema 1187. i pada Kraljevine Jeruzalem, pravo na stvaranje novih vitezova je bilo isključivo u nadležnosti franjevačke Kustodije Svete Zemlje, najviše katoličke vlasti u Svetoj Zemlji tijekom srednjeg vijeka. Godine 1496., papa Aleksandar VI. stječe naslov Velikog meštra, koji ostaje među papama sve do 1847. godine. Te 1847., papa Pio IX. ponovno uspostavlja latinski Patrijarhat u Jeruzalemu, a red je bio reorganiziran te dobio jedinstvenu organizaciju s Patrijarhom kao Velikim priorom. Od 1945. godine Viteški Red Svetoga Groba u Jeruzalemu ima status pravne osobe u kanonskom pravu, te stoji pod izravnom zaštitom pape koji osobno imenuje Velikog meštra. Trenutačni kardinal i Veliki meštar je kardinal Fernando Filoni, s Pierbattistom Pizzaballom, latinskim patrijarhom Jeruzalema, kao Velikim priorom.
Danas se procjenjuje da red ima oko 23 000 članova u 52 namjesništva diljem svijeta, uključujući i vladare, prinčeve i njihove supruge, te šefove država iz zemalja kao što su Španjolska, Belgija, Monako, Luksemburg i Lihtenštajn. Sjedište Reda se nalazi u palači Della Rovere, a službena crkva je crkva sv. Onofrija. Obje građevine su smještene u Rimu, u blizini Vatikana. Viteški Red Svetoga Groba u Jeruzalemu je uz Suvereni viteški malteški red i Teutonski viteški red danas jedini viteški red koji djeluje neprekinuto od svog osnutka.

## Naziv
Nakon što je Red imao velik broj varijacija imena tijekom stoljeća, uključujući "Sveti i vojni red Svetoga Groba", trenutačni naziv reda utvrđen je u kolovozu 1931. kao "Konjanički Reda Svetog Groba u Jeruzalemu" uredbom Svete Kongregacije za ceremonije Svete Stolice. 
Pojam "Konjanički" u tom kontekstu se odnosi se na viteštvo i vitešku narav reda. Riječ eques (equites je množina) je na latinskom jeziku označavala bilo kojeg jahača na konju (equs - konj), ali u kontekstu o kojem ovdje govorimo ova riječ je značila "vitez".

## Povijest
Povijest Konjaničkog Reda Svetog Groba u Jeruzalemu nastaje paralelno s vjerskim redom Regularnih kanonika Svetog Groba, gdje je taj red prestao postojati pred kraj 15. stoljeća (1489.). Ženski ogranak tog reda je nastavio postojati sve do danas.
Istaknuti talijanski povjesničar Francesco Galeani Napione dovodi obitelj Turco iz Astija, u svezu sa stvaranjem Reda Svetog Groba, potvrđujući da je Gherardo Turco, bio jedan od osnivača reda godine 1084. Sjedište Reda se nalazi u palači Della Rovere, a službena crkva je crkva sv. Onofrija. Obje građevine su smještene u Rimu, u blizini Vatikana.

### Pozadina
Hodočašća u Svetu zemlju su bila uobičajena praksa, ali i opasna. Brojni detaljni zapisi opstali su kao dokazi ove ranokršćanske pobožnosti. Iako je bilo mnogo mjesta koja su se posjećivala tijekom putovanja, najviše je hodočasnika ipak išlo u Baziliku Svetog Groba.
Progon kršćana pojačan je za vrijeme islamske ekspanzije. Odnosi sa svjetskim kršćanskim vladarima dodatno su se zategnuli kada je Kalif al-Hakim bi-Amr Allah naredio uništenje Crkve Svetog groba 1009.

### Križari
Križarskih ratova poklopili su se u vrijeme ponovne zabrinutost u Europi vezano za sveta mjesta u Svetoj Zemlji. Nakon zauzimanja Jeruzalema za vrijeme Prvog križarskog rata u bazilici Svetoga groba održana je misa zahvale. U njihovim rukama grad je ostao oko 100 godina.
Vođa Prvog križarskog rata i ujedno prvi vladar Kraljevine Jeruzalem Godefroy de Bouillon proglašen je "Braniteljem Svetoga Groba" (Advocatus Sancti Sepulchri).

### Kraljevina Jeruzalem
Pet glavnih viteških redova nastali su u Kraljevini Jeruzalemu između kasnog 11. stoljeća i početkom 12. stoljeća: Ivanovci (Red svetog Ivana) (oko 1099.), Vitezovi Svetog groba (oko 1099.), Templari (oko 1118.), Teutonci (1190.) i Vitezovi sv. Lazara (1123.).
Nakon oslobođenja Jeruzalema na kraju Prvog križarskog rata 1099., Red Svetoga Groba je prvi put službeno konstituiran kao red kanonika, koji su se razvili u današnji Konjanički Red Svetog groba u Jeruzalemu. Odobrenjem papinskom bulom Paskala II. 1113. godine, ovaj red se ubraja među najstarije viteške redove.
Između 1119. i 1125., Gerard, prior Svetog Groba, uz Warmunda, patrijarh Jeruzalema, je napisao važan pismo Diegu Gelmírezu, nadbikupu Santiago de Compostele navodeći kako su često napadani od neprijatelja te su zatražili hranu, novac i vojnu pomoć kako bi se kraljevstvo održalo. Gerard je sudjelovao i na Koncilu u Nablusu gdje je određeno kako se: svećenik ne smije smatrati krivim ako uzme oružje u samoobrani, ali ga ne smije koristiti iz bilo kojeg drugog razloga, niti može djelovati kao vitez.
Pactum Warmundijem iz 1123., Republika Venecija dobiva cijeli niz trgovačkih i pravnih povlastica u Kraljevini u zamjenu za nastavak pružanja vojne i druge pomoći križarima. Odredbe sporazuma su se dosljedno poštovale za sve vrijeme postojanja Jeruzalemskog Kraljevstva do 1291. godine. 15. srpnja 1149. u Svetoj zemlji je crkva Svetog groba u Jeruzalemu posvećena nakon rekonstrukcije. Službeni dolazak franjevačke Male braće u Siriju datira iz papinske bule pape Grgura IX. kleru u Svetoj zemlji iz 1230.

### Franjevačka Kustodija Svete Zemlje
Franjevačka prisutnost u Svetoj zemlji ima tragove još od 1217. godine kada je na čelu zajednice bio Ilija od Cortone. Do 1229. godine, braća su imala malu kuću u blizini puta Via Dolorosa. Godine 1272., sultan Baibars dopušta franjevcima da se nasele u cenakul na gori Sion. Kustos se naknadno počeo oslovljavati kao "Gvardijan brda Sion u Jeruzalemu". Godine 1342. su službeno proglašeni čuvarima svetih mjesta u ime Katoličke Crkve papinskim bulama "Gratiam agimus" i "Nuper charissimae". Franjevci su zamijenjeni na tom položaju nakon ponovnog uspostavljanja Latinskog patrijarhata u Jeruzalemu 1847. godine.
Brojni europski vladari su u ovo vrijeme odlazili na hodočašća u Svetu Zemlju, a neki su i proglašeni Vitezovima Svetog groba; Valdemar IV. od Danske 1346. odlazi na hodočašće u Jeruzalem te je postao Vitezom Svetog groba. Ovaj čin je povećao ugled kralja, koji je imao dosta teškoća u uspostavljanju učinkovite vladavine nad svojim kraljevstvom. Sveta Brigita Švedska, jedna od budućih svetaca zaštitnika Europe, hodočastila je u Svetu Zemlju, zajedno sa svojim sinovima. Kralj Erik od Pomorja odlazi na hodočašće i postaje vitezom Svetog groba 1420-ih. Godine 1436. i car Svetog Rimskog Carstva Fridrik III. postaje vitezom nakon hodočašća.
Godine 1489., papa Inocent VIII. potiskuje Red Svetog groba i spaja ih s Ivanovcima. Godine 1496., papa Aleksandar VI. obnavlja red Svetoga groba sa samostalnim statusom, ali je kustos bio glavni u Redu. Kustos ja također nastavio djelovati kao Latinski patrijarh Jeruzalema po službenoj dužnosti sve do 1830., a kao Veliki meštar Reda Svetoga Groba u Jeruzalemu do 1907. godine.

### Veliko meštrovstvo papa
Godine 1496., papa Aleksandar VI. je obnovio red Svetoga groba sa samostalnim statusom; on je odredio kako redom više neće upravljati franjevački kustos, da će glavni u redu biti dignut na naslov Velikog meštra. Time je papa Aleksandar VI. osigurao sebi i svojim nasljednicima naslov Velikog meštra sve do 1847. godine.

### Obnova Latinskog patrijarhata Jeruzalema
Pio IX. ponovno uspostavlja latinski Patrijarhat u Jeruzalemu 1847. godine, i ponovno organizira Red Svetoga groba, pri čemu je Veliki meštar reda bio latinski patrijarh Jeruzalema. Papa Pio X. preuzeo je naslov Velikog meštra 1907. godine, ali ga je 1928. napustio papa Pio XI. u korist patrijarha Jeruzalema.

### Zaštita pod Vatikanom
Godine 1945., papa Pio XII. stavlja Red pod zaštitom Svete Stolice, a 1949. godine, Pio XII. odobrava nove zakone, koji je uključivao da Veliki meštar mora biti kardinal iz rimske kurije, te da je latinski patrijarh Jeruzalema ujedno i Veliki prior. Red ima status pravne osobe u kanonskom pravu, te stoji pod izravnom zaštitom pape koji osobno imenuje Velikog meštra. Prava reda je 1996. dodatno povećao papa Ivan Pavao II. godine 1996.
Trenutni kardinal i Veliki meštar je Edwin Frederick O'Brien, s Fouadom Twalom, latinskim patrijarhom Jeruzalema, kao Velikim priorom.

## Organizacija
Red je danas prvenstveno počasna, javna udruga vjernika konstituirana od Svete Stolice kanonskim pravom. Danas se procjenjuje da red ima oko 23 000 članova u 52 namjesništva diljem svijeta, uključujući i vladare, prinčeve i njihove supruge, te šefove država iz zemalja kao što su Španjolska, Belgija, Monako, Luksemburg i Lihtenštajn. U Europi postoje 24 namjesništva, 15 u SAD-u i Kanadi, 5 u Latinskoj Americi i 6 u Australiji i Aziji.

### Vodstvo
Trenutni kardinal i Veliki meštar je Edwin Frederick O'Brien, s Fouadom Twalom, latinskim patrijarhom Jeruzalema, kao Velikim priorom.
- Fouad Twal (Nadbiskup, Latinski patrijarh Jeruzalema), Veliki Prior
- Antonio Franco (Nadbiskup), Pomoćnik
- Conte Giuseppe Dalla Torre del Tempio di Sanguinetto, Glavni namjesnik
- Conte Agostino Borromeo, Glavni upravitelj (rektor)
- Patrick D. Powers, Viceupravitelj (vicerektor)
- Giorgio Moroni Stampa, Viceupravitelj (vicerektor)
- Ivan Rebernik, Kancelar

### Sjedište
Sjedište Reda se nalazi u palači Della Rovere, a službena crkva je crkva sv. Onofrija. Obje građevine su smještene u Rimu, u blizini Vatikana. Crkvu je ovom Redu udijelio papa Pio XII. Palača je također dar pape Pija XII. 1949. godine.

## Oznake

### Grb
Po drevnoj tradiciji, Red koristi grb koji je koristila i Kraljevina Jeruzalem, a to je zlatni Jeruzalemski križ na srebrnoj/bijeloj pozadinom. Također se koristi i Jeruzalemski križ koji predstavlja pet zlatnih križeva na srebrnoj pozadini. Križ se nalazio na grbu normanskog vojskovođe Godefroya de Bouillona. 
Veliki križ predstavlja Krista, a četiri mala križa koja se nalaze u okrilju Velikog križa, predstavljaju četiri Evanđelja. Pet križeva se sjedinjuju u jedan simbol koji simbolizira pet Kristovih rana. Uporaba ovog grba je dokumentirana 1573. godine u Ustavu Reda.
Na velikom grbu, iznad Jeruzalemskog križa, se nalazi zlatna kaciga okrunjena trnovom krunom. Sa strana grba se nalaze dva anđela, obučena u crvene dalmatike. Lijevi anđeo nosi križarsku zastavu, dok drugi nosi hodočasnički štap. Time je zapravo prikazana dvostruka narav reda, odnosno: vojna/križarska i hodočasnika. Ispod njih se nalazi natpis, geslo Reda, "Deus lo Vult" (hrv. Bog želi).

### Ruho
U svečanim prigodama, uglavnom u crkvama ili katedralama, Vitezovi Reda nose odoru koja se sastoji od plašta i beretke. Na lijevom dijelu bijelog plašta se nalazi veliki crveni Jeruzalemski križ. Žene ipak nose dugi crni plašt koji može biti od baršuna ili satena. Također se na lijevoj strani nalazi veliki crveni Jeruzalemski križ obrubljen zlatnom bojom.

## Članovi
Red danas ima oko 23.000 članova u 52 namjesništva diljem svijeta, uključujući i vladare, prinčeve i njihove supruge, te šefove država iz zemalja kao što su Španjolska, Belgija, Monako, Luksemburg i Lihtenštajn.
Članstvo u redu se dobivao samo preko pozivnice; članovi moraju biti aktivni katolici (mogu biti i laici i kler), dobroga ponašanja te minimalno 25 godina. Moguće članove mora preporučiti njihov mjesni biskup uz podršku nekoliko članova iz reda. Prije pristupanja redu, potencijalni članovi odlaze na duhovne pripreme gdje se između ostaloga uči pravilnik Reda. Članovi mogu biti protjerani iz reda u okolnostima u kojima se krše pravila ponašanja.

### Činovi
Postoji nekoliko razreda viteštva. Dok laici mogu biti unaprijeđeni na bilo koji čin, pripadnici klera se običnu unaprijeđuju na sljedeći način su obično: kardinali su uglavnom vitezovi Velikog križa, biskupi su Zapovjednici sa Zvijezdom, a svećenici počinju s činom Viteza, ali mogu biti unaprijeđeni u zapovjednike. 
Naslovi činova na hrvatskom uz prijevode na talijanski, francuski, njemački i španjolski.
- Vitez ovratnika
Cavaliere di Collare, Chevalier de Collier, Kollar-Ritter, Caballero de Collar)
- Vitez/Dama Velikog križa (GCHS) 
(Cavaliere/Dama Gran Croce, Chevalier/Dame de Grand Croix, Großkreuz-Ritter/Dame, Caballero/Dama de Gran Cruz)
- Vitez zapovjednik/Dama zapovjednica sa Zvijezdom (KC*HS / DC*HS) 
(Grand'Ufficiale, Grand Officier, Großoffizier, Commendator Grand Oficiale) 
(Dama di Commenda con placca, Dame de Commande avec plaque, Komtur-Dame mit Stern, Dama de Encomenienda con Placa)
- Vitez zapovjednik/ Dama zapovjednica (KCHS / DCHS) 
(Commendatore, Commandeur, Komtur, Comendator) 
(Dama di Commenda, Dame de Commande, Komtur-Dame, Dama di Ecomendienda)
- Vitez / Dama (KHS / DHS) 
(Cavaliere/Dama, Chevalier/Dame, Ordensritter/Dame, Caballero/Dama)

| Činovničke oznake za vitezove | Činovničke oznake za vitezove                     | Činovničke oznake za vitezove                                                  | Činovničke oznake za vitezove                 | Činovničke oznake za vitezove |
| ----------------------------- | ------------------------------------------------- | ------------------------------------------------------------------------------ | --------------------------------------------- | ----------------------------- |
|                               |                                                   |                                                                                |                                               |                               |
| Heraldički prikaz vitezova    |                                                   |                                                                                |                                               |                               |
|                               |                                                   |                                                                                |                                               |                               |
| Male oznake                   |                                                   |                                                                                |                                               |                               |
| KHS / DHS Vitez / Dama        | KCHS / DCHS Vitez Zapovjednik / Dama Zapovjednica | KC*HS / DC*HS Vitez Zapovjednik sa Zvijezdom, / Dama Zapovjednica sa Zvijezdom | GCHS Vitez Velikog križa / Dama Velikog križa | Vitez ovratnika               |

### Sveci i blaženici
- Sv. Pio X. (2. lipnja 1835. – 20. kolovoza 1914.)
- Bl. Giuseppe Benedetto Dusmet (15. kolovoza 1818. – 4. travnja 1894.)
- Bl. Andrea Carlo Ferrari (13. kolovoza 1850. – 2. veljače 1921.)
- Bl. Alfredo Ildefonso Schuster  (18. siječnja 1880. – 30. kolovoza 1954.)
- Bl. Alojzije Stepinac (8. svibnja 1898. – 10. veljače 1960.)
- Bl. Bartolo Longo (10. veljače 1841. – 5. listopada 1926.)

## Medalje, nagrade i odlikovanja
Nagrade za posebne zasluge (Palma Jeruzalema) su rezervirane samo za članove Reda. Nagrade su stupnjevane u tri reda. Vitezovi koji bi izvršili hodočašće u Svetu Zemlju dobivaju hodočasničku Školjku. Obje nagrade dodjeljuje najčešće Veliki prior, odnosno Latinski patrijarh Jeruzalema. Križ za zasluge se dodjeljuje osobama koje nisu članovi reda, a mogu biti odlikovani i nekatolici.
| Nagrade za posebne zasluge |                           |                          |                         |
| Male oznake                |                           |                          |                         |
| Hodočasnička školjka       | Brončana Palma Jeruzalema | Srebrna Palma Jeruzalema | Zlatna Palma Jeruzalema |

| Odlikovanja za zasluge |                                       |                                      |
| Male oznake            |                                       |                                      |
| Križ za zasluge        | Križ za zasluge sa srebrnom zvijezdom | Križ za zasluge sa zlatnom zvijezdom |

## Poveznice
- Latinski patrijarh Jeruzalema
- Bazilika svetoga groba
- Bazilika Rođenja Isusova
- Kustodija Svete Zemlje

## Vanjske poveznice
- Stranice Velikog meštra reda
- SAD - stranice sepulkralaca
- Službena stranica Konjaničkog Reda Svetoga Groba u Jeruzalemu  Arhivirana inačica izvorne stranice od 7. veljače 2009. (Wayback Machine)